# Arnót
Arnót község Borsod-Abaúj-Zemplén vármegyében, a Miskolci járásban.

## Fekvése
A Sajó völgyében fekszik, a megyeszékhely Miskolctól 6 kilométerre keletre.
A környező települések: észak felől Sajópálfala (6 km), északkelet felől Szikszó, kelet felől Onga (6 km), dél felől Felsőzsolca (2 km), nyugat felől pedig Miskolc (6 km).

### Megközelítése
Közlekedési adottságai kifejezetten jók, hiszen áthalad a határai közt – belterületének keleti szélétől nem messze – a 3-as főút, illetve az M30-as autópálya is, mely utóbbinak két csomópontja is van a közvetlen közelében. A község megközelítéséhez a sztráda 29-es kilométerénél lévő Miskolc-kelet–Tornyosnémeti–Sátoraljaújhely-csomópontnál érdemes letérni a 3-as főútra, melynek a következő körforgalmú csomópontjában a 2617-es útra kanyarodva juthatunk al a településre.
Vasútvonal nem érinti, a legközelebbi vasúti csatlakozási lehetőségeket a Budapest–Sátoraljaújhely-vasútvonal és a Felsőzsolca–Hidasnémeti-vasútvonal Felsőzsolca vasútállomása (5 km-re), illetve a miskolci pályaudvarok kínálják.

## Nevének eredete
Neve német személynévből származik. Valószínűleg az Árpád-kori Arnold nevű birtokosáról kapta. Korábbi írásokban Ornolthy, Arnold, Alsóarnót, Arnolth, Arnod, Arnóth és Sajó-Arnót alakban is előfordul.

## Története
A legrégibb fennmaradt írásos előfordulása (Ornolthy) 1230-ból való. Később többek között Alsóarnót és Sajóarnót is volt a neve. 1910-től hívják Arnótnak.
1241-ben az Ákos nemzetségbeli Ernei bán fia István birtokolta, ekkor a birtok határa Miskolc felől a Sajó volt.
1234 után az egri püspök a birtokot a Bélhámori apátságnak adta, s 1330-ban az apátságot meg is erősítette birtokában.
A 16. századig Szendrőhöz tartozott, ekkor azonban a török támadások következtében elpusztult. Csak 1687 után népesült be újra.
1600-as évek: a középkori török birodalom északi határa éppen e régióban húzódott, Arnót elpusztult, felégették.
1700-as évek eleje: Arnót a Felvidékről (ma Szlovákia) újratelepült szlovák anyanyelvű, főleg evangélikus vallású jobbágyokkal. 
1960-70-es évek: a község lélekszáma a korábbi mintegy ezerről megnőtt, a miskolci ipari munkalehetőség távolabbi vidékekről, Zemplénből és Cserehátról is ide vonzotta a munkát keresőket; Arnóton ekkor új utcák keletkeztek.
1980-90-es évek: sokan költöztek Arnótra főleg Miskolcról; megint új utcák épültek a faluban, amely az egyedüli községi szintű település Borsod-Abaúj-Zemplén megyében, ahol mind a négy magyarországi történelmi egyháznak van helyi gyülekezete, lelkésze (római katolikus, görög katolikus, lutheránus, református).  
Az 1848–49-es szabadságharc idején a település határában is folytak harcok.
A jobbágyfelszabadítás után a település virágzott, de 1885-ben filoxérajárvány sújtotta. Több család kivándorolt Amerikába. A gazdaság fejlődésének az I. világháború vetett véget.
1910-ben 989 lakosából 984 magyar volt. Ebből 272 római katolikus, 201 görögkatolikus, 361 evangélikus.
A 20. század elején Borsod vármegye Miskolci járásához tartozott.
A II. világháborúban súlyos károkat szenvedett. 
1945-ben megalakult a Nemzeti Bizottság, és újra beindult a gazdálkodás. 1948-tól egyre szigorodott a beszolgáltatási rendszer, emiatt 1956-ban egy küldöttség Miskolcra ment tüntetni. 1961-ben a beszolgáltatást eltörölték. A fiatalok nagy része az iparban vállalt munkát.
Lakóinak száma jelenleg (2015) 2490 fő, akik közül mintegy 300 fő a roma nemzetiséghez tartozik

## Közélete

### Polgármesterei
- 1990–1994: Kolenkó Gábor (független)[3]
- 1994–1998: Kolenkó Gábor (független)[4]
- 1998–2002: Kolenkó Gábor (FKgP)[5]
- 2002–2006: Kolenkó Gábor (független)[6]
- 2006–2010: Kolenkó Gábor (független)[7]
- 2010–2014: Dr. Üveges István (független)[8]
- 2014–2019: Dr. Üveges István (független)[9]
- 2019–2024: Dr. Üveges István (független)[10]
- 2024– : Gulyás Ágnes (független)[1]

## Népesség
A település népességének változása:
| Lakosok száma | 2529 | 2481 | 2420 | 2311 | 2258 | 2260 | 2244 |
|               | 2013 | 2014 | 2015 | 2021 | 2022 | 2023 | 2024 |

2001-ben a településen a lakosság 98%-át magyar, 1%-át cigány származású  emberek alkották. Ezenkívül 6-an németnek vallották magukat, 1 fő pedig szlováknak.
A 2011-es népszámlálás során a lakosok 90,1%-a magyarnak, 0,8% cigánynak, 0,5% németnek, 0,2% románnak mondta magát (9,9% nem válaszolt; a kettős identitások miatt a végösszeg nagyobb lehet 100%-nál). A vallási megoszlás a következő volt: római katolikus 36,2%, református 15,1%, görögkatolikus 10,9%, evangélikus 4,6%, felekezet nélküli 9,1% (23,2% nem válaszolt).
2022-ben a lakosság 93,5%-a vallotta magát magyarnak, 7% cigánynak, 0,8% ruszinnak, 0,7% németnek, 0,3% románnak, 0,1% bolgárnak, 2,9% egyéb, nem hazai nemzetiségűnek (6,4% nem nyilatkozott; a kettős identitások miatt a végösszeg nagyobb lehet 100%-nál). Vallásuk szerint 25,3% volt római katolikus, 16,8% református, 9,7% görög katolikus, 0,6% egyéb keresztény, 4,2% evangélikus, 6% felekezeten kívüli (36,6% nem válaszolt).

## Nevezetességek
- Műemlék evangélikus templom, amely 1779-ben épült, s tornyát 1804 és 1806 között építették
- Fájdalmas Anya kápolna
- Gyurgyalag madár (Borsod-Abaúj-Zemplén Megyei Értéktár által megyei értékké nyilvánítva)
- Borsodi lakodalmi fonott kalács (Borsod-Abaúj-Zemplén Megyei Értéktár által megyei értékké nyilvánítva)
- Májuskosár (Borsod-Abaúj-Zemplén Megyei Értéktár által megyei értékké nyilvánítva)
- Evangélikus templom és rokokó oltár (Borsod-Abaúj-Zemplén Megyei Értéktár által megyei értékké nyilvánítva)